# Andrew Airlie
Pour les articles homonymes, voir Airlie (homonymie).
Andrew Airlie, né le 18 septembre 1961 à Glasgow,  (Écosse, Royaume-Uni), est un acteur britannico-canadien.

## Filmographie

### Cinéma
- 1993 : The Crush de Alan Shapiro : Dr. Pollard
- 1994 : Flinch de George Erschbamer : William
- 1994 : Trust in Me de Bill Corcoran : Dan
- 1995 : Hard Evidence de Michael Kennedy : Adam Russell
- 1996 : Fear de James Foley : Alex McDowell
- 2001 : The Safety of Objects de Rose Troche : Bruce Jennings
- 2002 : Mauvais piège de Luis Mandoki : Holden
- 2003 : Destination finale 2 de David R. Ellis : Michael Corman
- 2003 : Le Mystificateur de Billy Ray : Alec Shumpert
- 2004 : Canadian Pie de Mark Griffiths : Jerry
- 2005 : Les 4 Fantastiques de Tim Story : le docteur
- 2006 : L'Effet papillon 2 de John R. Leonetti : Ron Callahan
- 2007 : Normal de Carl Bessai : Dale
- 2011 : 50/50 de Jonathan Levine : Dr. Ross
- 2012 : Sous surveillance de Robert Redford : Albany FBI Senior Agent
- 2014 : Big Eyes de Tim Burton : Rich Man
- 2015 : Cinquante Nuances de Grey : Carrick Grey

### Télévision

#### Séries télévisées
- 1993 : X-Files (épisode Le Diable du New Jersey) : Rob
- 1994 : L'Odyssée fantastique créé par Paul Vitols : Steve (4 épisodes)
- 1996 - 2002 : Au-delà du réel : l'aventure continue créé par Leslie Stevens : Marcus Fellows / Jonathan Morris / Don  (5 épisodes)
- 1997 - 1998 : Classe croisière créé par Laura Wegner : Capt. Ballard (16 épisodes)
- 1999 : Stargate SG-1 : Kalan (saison 3, épisode 5)
- 2000 - 2002 : Les Chemins de l'étrange créé par Peter O'Fallon : Dr. McCutcheon (3 épisodes)
- 2004 : Bliss créé par Janis Lundman : John (épisode 3.04 : Badness)
- 2004 : Stargate SG-1 : Dr Carmichael (saison 8, épisode 6)
- 2004 - 2005 : Les 4400 créée par Scott Peters : Brian Moore (6 épisodes)
- 2005 - 2007 : Intelligence créé par Chris Haddock : Don Frazer (8 épisodes)
- 2006 : Saved créé par David Manson : Dr. Daniel Lanier (8 épisodes)
- 2006 - 2007 : Whistler créé par Patrick Banister : Mitchell Douglas (8 épisodes)
- 2009 : Defying Gravity créé par James D. Parriott : Mike Goss (13 épisodes)
- 2009 : Fringe créé par  J.J. Abrams : Dr. Carson (épisode 2.07 : Of Human Action)
- 2012 : The Killing créé par Veena Sud : Dr. Andrew Madigan / Dr. Alex Madigan (3 épisodes)
- 2012 : Facing Kate créé par Michael Sardo : Neal Mathews (épisode 2.11 : Borderline)
- 2013 : Once Upon a Time créé par Adam Horowitz et Edward Kitsis : George Darling (épisode 2.21 : Second Star to the Right)
- 2013 : Retour à Cedar Cove (Cedar Cove) : Stan Lockhart (9 épisodes)
- 2014 : Intruders créé par Glen Morgan : Todd Crane (4 épisodes)
- 2024 : Hudson et Rex créée par Peter Hajek : Capitaine Edward Hudson (saison 6, épisode 9)

#### Téléfilms
- 1994 : L'enfer blanc de Christian Duguay : Dr. Bonaldi
- 1994 : Beyond Suspicion de Paul Ziller : Josh
- 1994 : Frostfire de David Greene : Bruce Gorman
- 1996 : Abducted: A Father's Love de Chuck Bowman : Derrick Coles
- 1996 : Randonnée à haut risque de Stuart Cooper : Dennis Chapman
- 1996 : The Limbic Region de Michael Pattinson : Attorney
- 1997 : La météorite du siècle de Brian Trenchard-Smith
- 1998 : Le cauchemar de Joanna de Colin Bucksey : Jim
- 1998 : Voyage of Terror de Brian Trenchard-Smith : Michael
- 1998 : Beauty de Jerry London : Joel
- 1999 : As Time Runs Out de Jerry London : Doctor
- 2000 : Common Ground de Donna Deitch : Andy
- 2000 : Best Actress de Harvey Frost : Eric Collins
- 2000 : Impasse meurtrière de Michael W. Watkins : Kent Hagen
- 2000 : Recherche fiancée pour papa de Jeffrey Reiner : Stephen
- 2002 : Wasted de Stephen Kay : le père de Samantha
- 2004 : Le Choix de Gracie de Peter Werner : Arlo Rasmussen
- 2004 : Jack de Lee Rose : Michael
- 2005 : The Hunt for the BTK Killer de Stephen Kay : Sheridan
- 2007 : Mariage sans amour de Neill Fearnley : John Bleekham
- 2008 : Au cœur de la tempête de Steven R. Monroe : Travis
- 2008 : Un souhait pour Noël de George Erschbamer : Dave
- 2011 : Astéroïde (Collision Earth) de Paul Ziller : Edward Rex
- 2011 : Une vie pour une vie de Grant Harvey : Therapist
- 2011 : Les Roches Maudites de Sheldon Wilson : Barton
- 2011 : Le Geek Charmant de Jeffrey Hornaday : Alan Schoenfield
- 2012 : Les 12 plaies de l'apocalypse de Steven R. Monroe : Jude
- 2013 : La Femme la plus recherchée d'Amérique de Grant Harvey : Bob
- 2014 : Disparitions suspectes de Kristoffer Tabori : President Richard Thompson
- 2015 : A Gift of Miracles de Neill Fearnley : Frank

### Voix françaises
- Patrick Bonnel dans Cinquante Nuances de Grey (2015)
- Jérôme Keen dans Les 4 Fantastiques (2005)
- Michel Voletti dans Fringe (2009)
- Olivier Destrez dans Collision Earth (2011)
- Nicolas Marié dans
  - The Killing (2012)
  - 50/50 (2011)
  - Defying Gravity (2009)
  - Mariage sans amour (2007)
  - Les 4400 (2004-2005)